# Penlodh
Penlodh, Penloð o simplemente Penlod es un personaje ficticio del legendarium del escritor británico J. R. R. Tolkien. Fue un alto elfo, señor de Gondolin, mencionado varias veces en la historia de «La caída de Gondolin». Fue descrito como el más alto de los noldor, y el jefe de dos de las doce Casas de Gondolin: la Casa del Pilar y la Casa de la Torre de Nieve. Pereció durante el otoño después de la muerte de Rôg y el retiro de más atrás en la ciudad. Fue uno de los posibles propietarios de Orcrist.